# Timia libani
Timia libani är en tvåvingeart som beskrevs av František Gregor Jr 1970. Timia libani ingår i släktet Timia och familjen fläckflugor.
Artens utbredningsområde är Libanon. Inga underarter finns listade i Catalogue of Life.